# Стрийський вагоноремонтний завод
Філія "Стрийський вагоноремонтний завод" АТ "Українська залізниця" заснована на державній власності, відноситься до сфери управління Міністерства транспорту та зв'язку України і входить до складу Державної адміністрації залізничного транспорту України. Засноване в 1874 році і є одним із найстаріших підприємств свого регіону. Завод займається капітальним ремонтом, побудовою і модернізацією рухомого складу та випуску запасних частин для залізничного транспорту і народного господарства. Виробнича потужність заводу становить 4 650 фізичних одиниць капітального ремонту вантажних вагонів і будівництва піввагонів в рік. Середньооблікова чисельність штатних працівників облікового складу за І-й квартал 2010 року становила понад 1150 чол.
Вагоноремонтний комбінат заводу має 8 технічно оснащених конвеєрних ліній капітального ремонту вагонів. Всі ремонти на конвеєрних лініях по розбиранню, правці, зборці, фарбуванню вагонів — механізовані виконуються з використанням універсальних і спеціалізованих машин і оснащення. Окрім цього існує механізована лінія виготовлення суцільнометалевих покрівель критих вагонів, лінія виготовлення дверей піввагонів, лінія по ремонту розвантажувальних кришок люків. Обладнані ділянки ремонту дверей критих вагонів і піввагонів. Функціонує автоконтрольний пункт ремонту і випробування автогальмівного обладнання вантажних вагонів.

## Історія
ДП «Стрийський ВРЗ» почав свою історію з 1874 р. з головних паровозних майстерень, які обслуговували Львівську залізницю.
У 1950 р. завод повністю відбудовують після руйнувань в роки Другої світової війни(архітектор Шуляр Андрій Михайлович), тепер завод займається ремонтом вантажних вагонів. Завод був значно збільшений і обладнаний новою технікою. З 1959 по 1973 рік на заводі було спроектовано і впроваджено 24 потоково-конвеєрні лінії. На яких проводились всі основні технологічні операції.
З 1974 р. завод був одним з передових в своїй галузі, на якому проводились школи передового досвіду та наради з питань впровадження у виробництво нової техніки і технології, вдосконалення організації виробництва та праці, економічного використання матеріальних і трудових ресурсів. З метою подальшого збільшення ремонту вагонів на заводі в 1976–1986 рр. проводилась реконструкція.
У 2002 р. побудована лінія по капітальному ремонту напіввагонів з продовженням терміну служби із заміною кузова вагона на новий, потужністю 500 ваг / рік. Цього ж року введена в експлуатацію механізована потокова лінія по виготовленню кришок люків напіввагонів продуктивністю 24 тис. кришок в рік. Працює універсальна потоково-конвеєрна лінія по ремонту різних типів вагонів.
У 2004 р. освоєний випуск 4-х вісних напіввагонів, переобладнаних на базі критих вагонів моделей 11-066 та 11-217. побудована та введена в експлуатацію потокова лінія потужністю 500 вагонів на рік.
На даному етапі завод працює над вдосконаленням технологічних процесів по ремонту вантажних вагонів з впровадженням передових технологій, а також освоєнням нових видів продукції, в тому числі виготовлення нових напіввагонів.
Згідно із завданням Державної адміністрації залізничного транспорту України та Головного управління з ремонту рухомого складу Стрийський вагоноремонтний завод у 2004 році розпочав підготовку виробництва до побудови нових напіввагонів моделі 12-9745. За короткий термін спеціалістами заводу спроектована та виготовлена необхідна технологічна оснастка, придбане та змонтоване металорізальне і електрозварювальне обладнання. На сьогоднішній день на заводі введена в експлуатацію потокова лінія по виготовленню хребтової та рами вагона, лінія по виготовленню бокових та торцевих стін.

## Продукція
Підприємство виготовляє запасні частини для вантажних вагонів. А також займається побудовою напіввагонних моделей 12-9745 та 12-7023 призначених для експлуатації по залізницям колії 1520мм України, Росії, Литви, Латвії та Естонії.
Завод спеціалізується на капітальному ремонті вантажних 4- вісних вагонів: критих універсальних, піввагонів універсальних, платформ універсальних, платформ для перевезення великовантажних контейнерів, хопер-дозаторів, думпкарів 4-х вісних, хопер-зерновозів, хопер-цементовозів, хопер-мінераловозів, а також заводом освоєно капітальний ремонт піввагонів з підвищеним обсягом робіт та продовженням терміну служби до 6-ти і на 11 років, переобладнання критих вагонів у піввагони і хопер-цементовозів у вагони для перевезення сипких вантажів.